# Ganspohl
Ganspohl wird eine Ortslage im zu Langenfeld zählenden Stadtteil Immigrath genannt.

## Geografie
Der Ganspohl liegt heute im Stadtzentrum und wird deshalb zum Teil auch als ein „Kernstück der Langenfelder Innenstadt“ bezeichnet. Er liegt an dem Ganspohler Bach genannten Abschnitt des Galkhauser Bachs, der alle Bäche des Stadtgebietes aufnimmt und zum Baumberger Altrheinarm hin abführt. Der einstige, nicht nur in Langenfeld, sondern gleichfalls mitten in Immigrath liegende Weiler ist über die Talstraße mit dem Hucklenbruch verbunden. Über die Solinger Straße besteht Anschluss zur Hardt, über die Richrather Straße zum Steinrausch und nach Richrath. Verbindung besteht ferner über die Hauptstraße mit Langenfeld-Mitte und über die Bachstraße mit Stevenshoven und Berghausen. Die zentrale Lage sowie der über Ganspohl geführteVerkehr, zu Fuß, zu Pferde und per Kutsche führte bereits früh zur Anlage einer Brücke über den Ganspohler Bach. Aus dem Jahre 1837 ist bekannt, dass es nur vier Bachbrücken in Langenfeld gab, für deren Unterhalt die Gemeinde Sorge zu tragen hatte, von denen sich eine bei Haus Arndt am Ganspohl befand. Erwähnt wird eine Brücke bei Haus Arndt indes bereits 1784 in Zusammenhang mit dem Postkutschenwesen und den Postlinien, geführt über die Cölln-Düsseldorffer Mittelstation bei Haus Wagner.

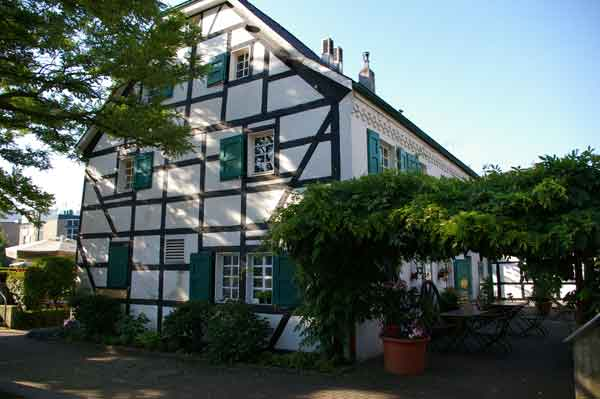
Bauernhof Haus Arndt, heute Restaurant
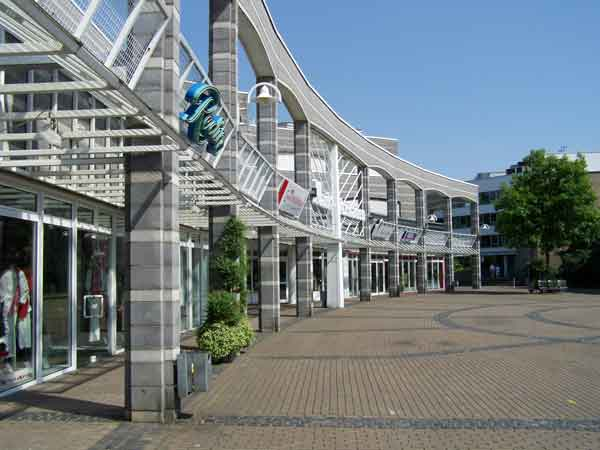
Die Bögen der Arkaden zeigen den Bachlauf an.
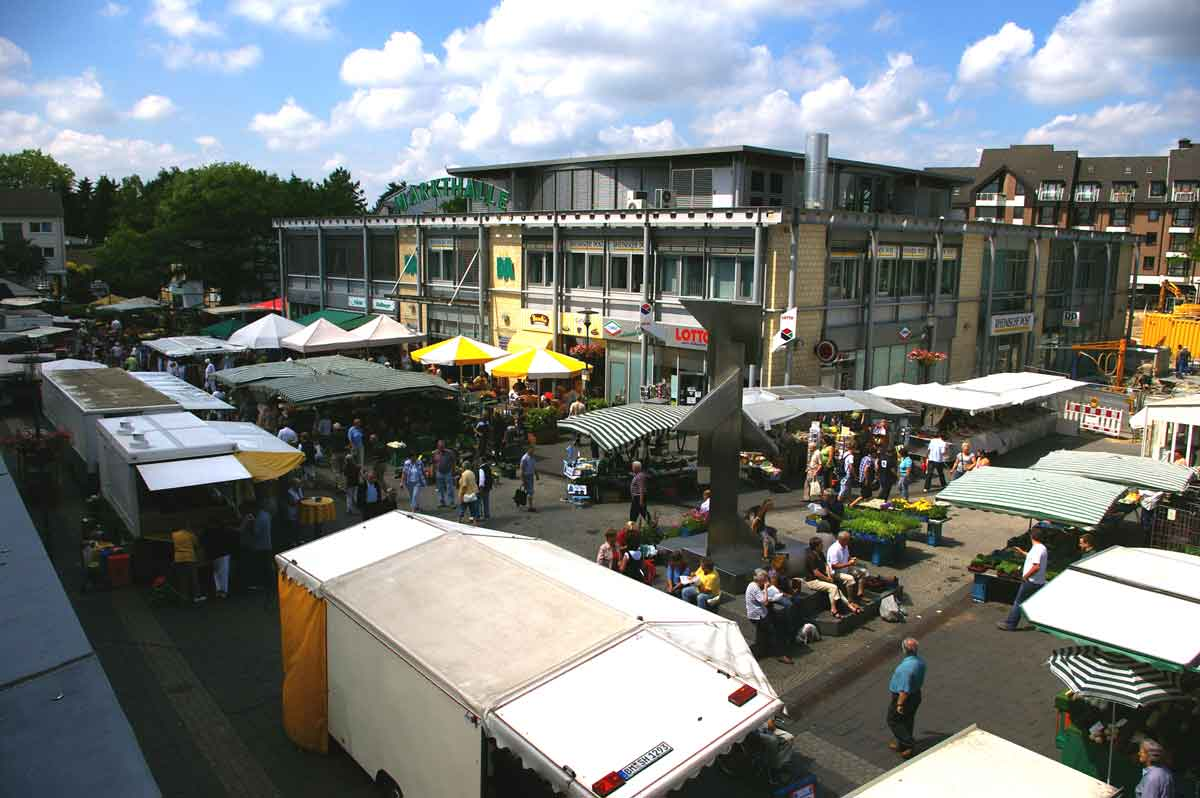
Seit 1913 am Ganspohl, L'felder Wochenmarkt
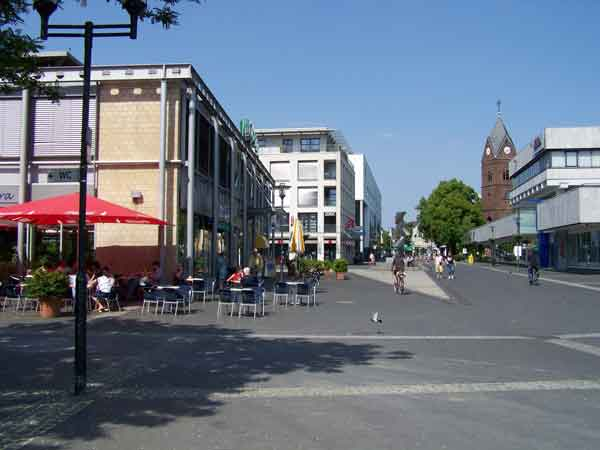
Einst Bauerschaft, heute Fußgängerzone

## Zum Namen
Auf einer Karte taucht zwar um 1760 ein irreführendes Jansenpfuhl auf, doch ist im Grunde durchgehend vom Ganspohl in verschiedenen Schreibweisen die Rede. Dabei bilden Gans- und -pohl die beiden Silben des Eigennamens, deren Bedeutung hier darzulegen ist. Einfach ist es bezüglich der ersten Wortsilbe. Das Wort Gans ist vom lateinischen anser und dem altindischen bansas ableitbar und bedeutet Gans. Der -pohl erscheint zunächst weniger verständlich, hat sich aber im englischen Wort pool erhalten. Er steht für einen Pfuhl oder Teich, wie ein solcher auch für den Ganspohl auf Karten nachgewiesen ist. Im Mittelniederdeutschen findet sich pol gleich so wie pul, doch lässt die Nennung Ganspohls vorwiegend mit „o“ darauf schließen, dass der Ortsteil bereits im Mittelalter unter diesem Namen bestanden hat.

## Geschichte

### Eisenzeit und Mittelalter
Offenbar hat hier ein zu Postkutschenzeiten in der frühen Neuzeit Schlagbaum gestanden, wie er für sehr viel längere und sehr viel frühere Zeit für das Zollhaus überliefert ist. Grund im Falle des Zollhauses war der Mauspfad, eine Altstraße aus der frühen Eisenzeit, die in Langenfeld aus Opladen kommend über den Rosendahlsberg, durch Schnepprath sowie an Köttingen und Kämpe vorbei nach Hausingen führte. Von dort aus verlief der Weg dann über die heutige Opladener Straße durch die Ortslagen Hagelkreuz und Galkhausen. Über den Hucklenbruch nahm der Weg durch die Talstraße seinen Verlauf auf den Ganspohl zu. Von hier ging der Weg über die Richrather Straße, den Steinrausch nach Richrath und weiter zum Zollhaus, wo eben Maut zu entrichten war. Dieser Weg, ab Hilden Butenweg genannt, verband überregional den Rheingau mit Essen, wo er den Hellweg erreichte. Es darf im Übrigen wegen dieses alten Pfades auch über den Ganspohl vermutet werden, dass am Ganspohl bereits früh Menschen gesiedelt haben könnten.

### Neuzeit

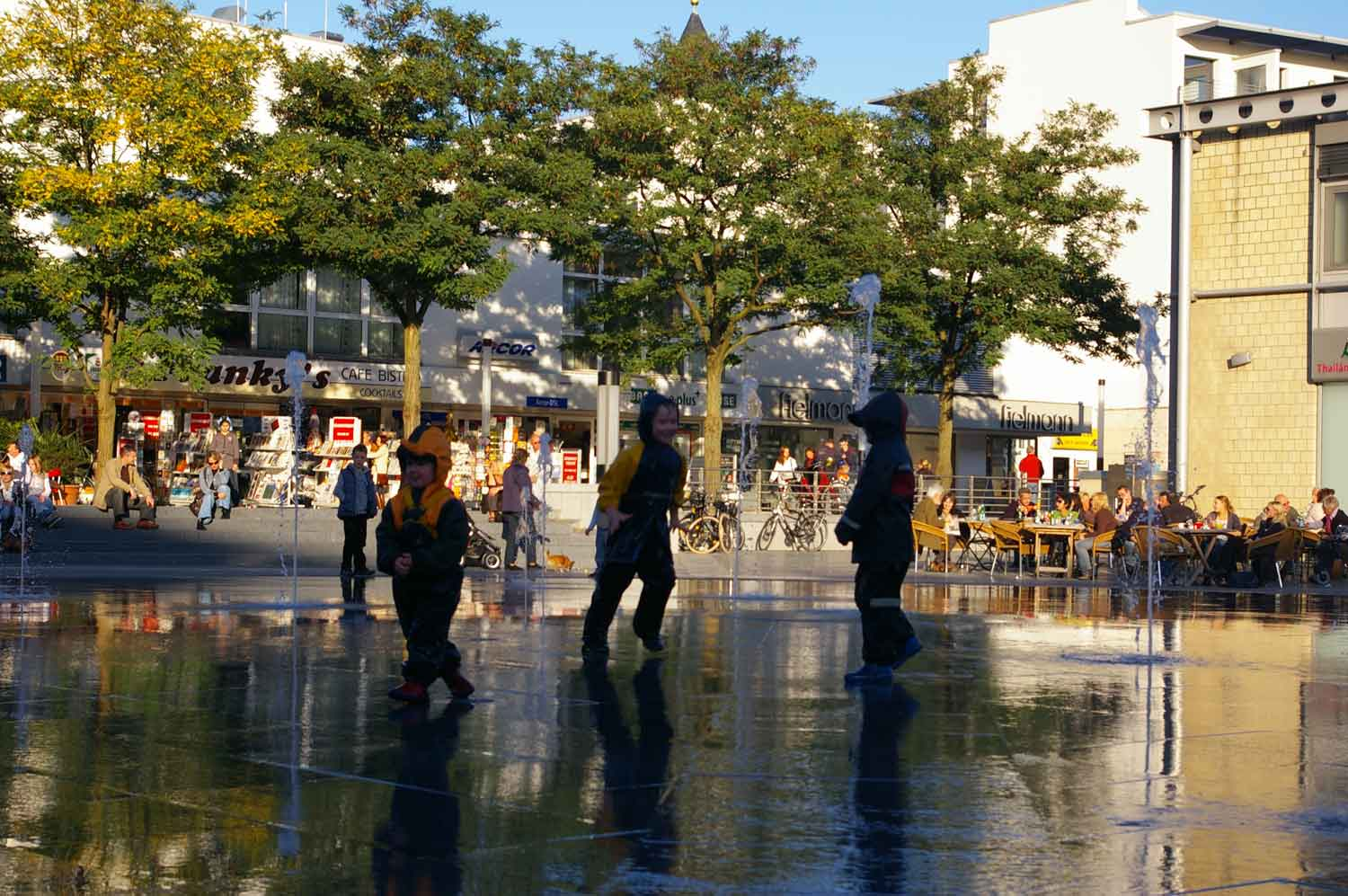
Brunnen am Markt in Langenfeld

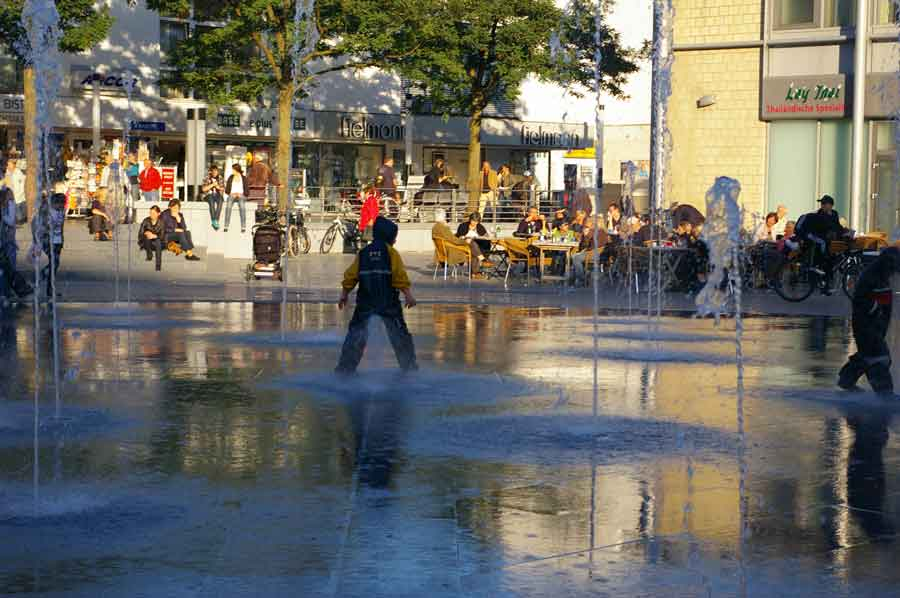
Ganspohls beliebtester Spielplatz

Der Ganspohl war früher nicht mehr als ein Hof und über lange Zeit nur ein Flecken mit wenigen Häusern. Erst der zahlenmäßig deutliche Anstieg der Bevölkerung nach 1800 führte in der zweiten Hälfte des 19. Jahrhunderts zu einem Zusammenwachsen der Ortsteile zum heutigen Langenfeld. Im Jahre 1816 etwa listete eine Tabelle den Ganspohl als Bauerschaft mit nur 98 Einwohnern.
Eine andere Quelle allerdings berichtet aus einer Volkszählung des Jahres 1813 und von 121 Einwohnern, wovon 21 Männer, 20 Weiber, 38 Knaben und Junggesellen, 40 Mädchen und Jungfrauen und zwei Witwen waren. Nach Religionen aufgeteilt, wies die Statistik 93 Katholische Einwohner, 16 lutherische, 7 reformierte und 5 jüdische Mitbürger aus. Bis zum Ende des 18. Jahrhunderts – auch hier relativiert sich der Begriff „Bauerschaft“ – werden neben dem Ackerer die Berufe Bäcker, Halfmann, Radmacher, Schreiner und Tuchmacher gelistet, sodass auch eine handwerkliche Orientierung des Ganspohls erkennbar wird.
Die bisher älteste Erwähnung des Ganspohls übrigens stammt aus dem Jahre 1546. Im Archiv der Grafen von Mirbach zu Harff wird ein „Gerhard Stetzes uff dem Ganßpoll“ erwähnt, der unter den „geschworenen Hofleuten“ am Hofgericht teilnahm. Vom Grabstein eines weiteren Schöffen ist bekannt, dass dieser, ein „Bartholomäus Krengel auffem Ganßpfuhl, Scheffe der Herrlichkeit Richrath, gestorben ist mit 63 Jahren am 23. Oktober des Jahres 1687“. Des Weiteren ist anlässlich eines Franzosen-Einfalls im Herbst des Jahres 1688 eine Liste erhalten, in der eine Kontribution von unter anderem Bürgern des Ganspohls aufzubringen war.
Im Verlauf des 19. Jahrhunderts werden die Zeugnisse für den Ganspohl häufiger und es finden sich Karten, auf denen der Ortsteil abgebildet ist. Daher ist bekannt, dass sich die Einwohner des Ortes in Häusern beiderseits der Straße, der späteren Provinzialstraße Elberfeld–Hitdorf, ansiedelten und nach Hucklenbroich zu, ein langgestreckter, sich nach Südosten abwinkelnder Weiher gelegen hat. Auch wurde die Berufsvielfalt größer. Neben den bereits erwähnten Berufen finden sich nunmehr auch Postillone, ein Metzger, ein Schmied, ein Gastwirt und sogar ein Arzt.
Von den 24 Personen jüdischen Glaubens in Langenfeld lebten 1813 nur fünf direkt am Ganspohl. Wenn der Bereich trotzdem für die Juden von regionaler Bedeutung war, so wegen ihres Bethauses, welches seit 1744 hier bestand. Des Weiteren stand am Ganspohl eine bereits 1816 erstmals erwähnte Hilfs-Synagoge, deren Gründungsjahr allerdings bisher unbekannt ist. Ihr Alter wurde schon zu Beginn des 19. Jahrhunderts mit der Formulierung „seit undenklichen Jahren“ umschrieben und zu der Zeit von 31 Juden aus Langenfeld und Monheim am Rhein genutzt. Daher erscheint es uns logisch, dass nach gründlicher Planung schließlich zu ihrem Ersatz eine neue Synagoge (Synagoge zu Ganspohl) ebenfalls wieder am Ganspohl errichtet wurde. Ihre feierliche Einweihung war vom 17. bis zum 19. Dezember 1869.

### Vermischtes
- 1881 standen zur Bequemlichkeit des Publikums sechs Briefkästen zur Verfügung, je einer in Berghausen, Immigrath, Reusrath, Richrath, Wiescheid und am Ganspohl.[2]
- 1883 gab es zwei Gastwirte am Ganspohl die Tanzveranstaltungen anboten. Diese „Tanzlustbarkeiten“ machten den Behörden zu schaffen. Von bedenklicher Zunahme und polizeilicher Überwachung, von Haft- und Geldstrafen ist sogar die Rede. Landrat Lucas schrieb sich sogar auf die Fahnen, während seiner Amtszeit die Zahl der Kneipen bei steigenden Bevölkerungszahlen vermindert zu haben.
- 1910 wurde am Ganspohl auch das erste Immigrather Feuerwehrhaus errichtet. Es galt als besonders fortschrittlich, weil es eine Kombination aus Feuerwehrhaus, massivem Steigerturm und einer Wohnung darstellte.[2]
- 1913 wurde der erste Wochenmarkt in der Stadtmitte am Ganspohl eingerichtet.[2]